# Remetschwil
Remetschwil es una comuna suiza del cantón de Argovia, situada en el distrito de Baden. Limita al norte con las comunas de Niederrohrdorf y Oberrohrdorf, al este con Spreitenbach, al sur con Bellikon y Künten, y al oeste con Stetten.